# Mosier
Mosier – miasto w Stanach Zjednoczonych, w stanie Oregon, w hrabstwie Wasco.